# Michael Felix Korum

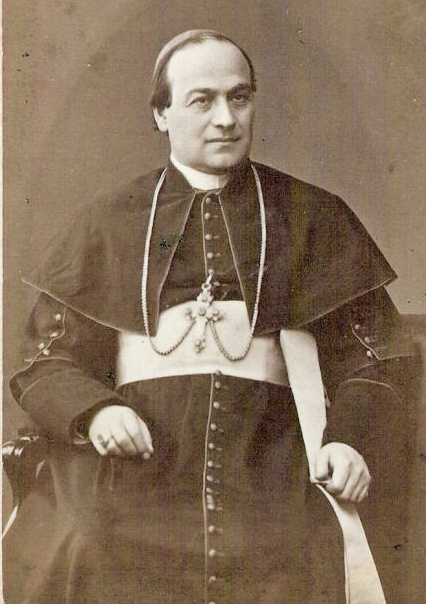
Bischof Michael Felix Korum, Firmbild

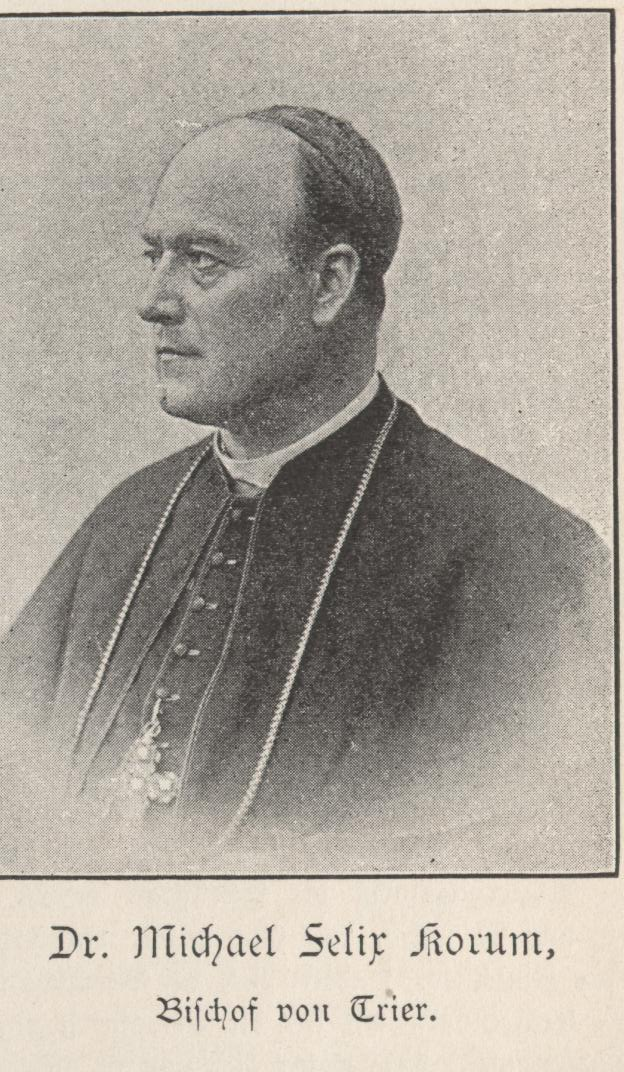
Bischof Michael Felix Korum 1895

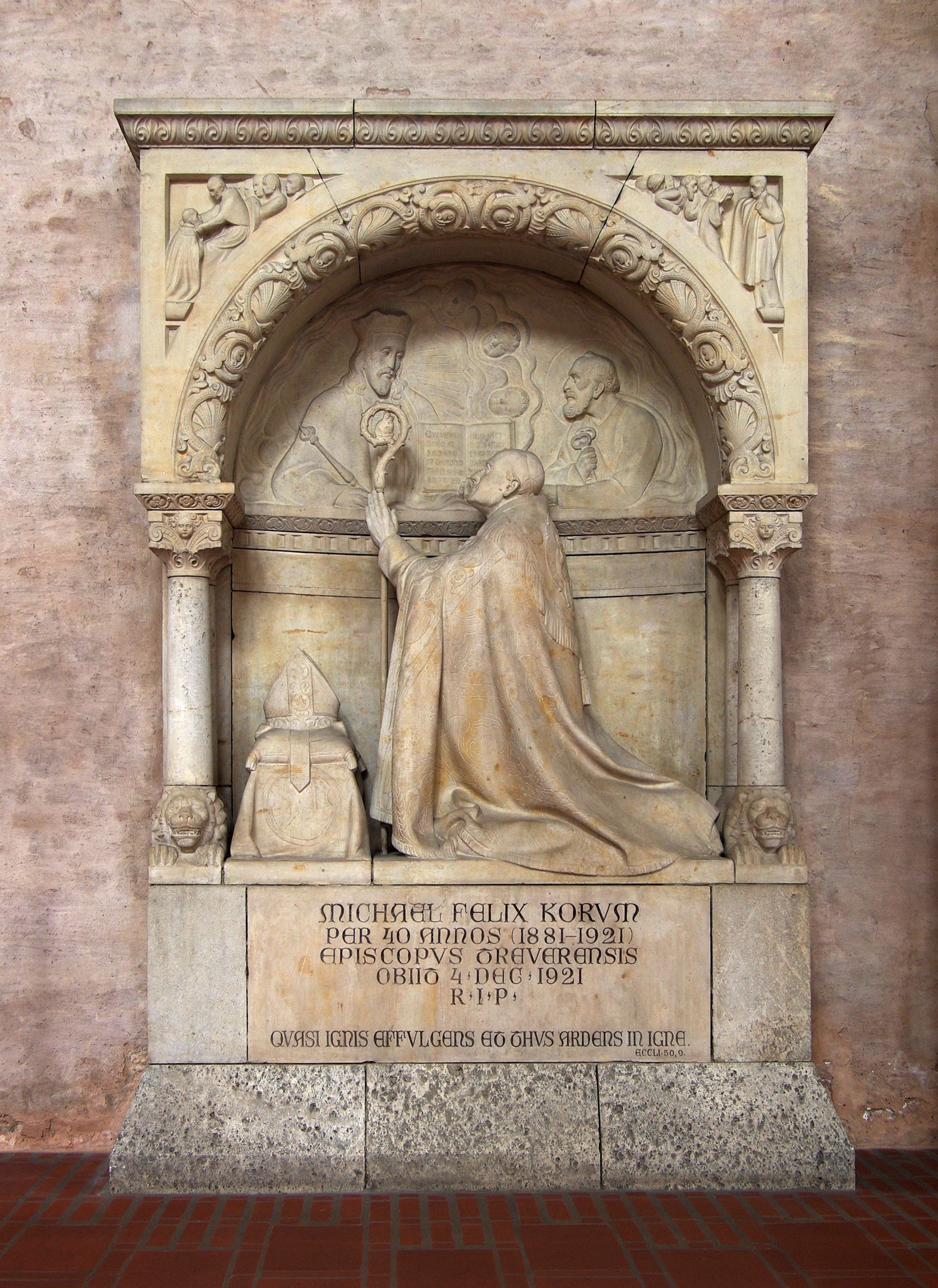
Trierer Dom, Neoromanisches Grabdenkmal für Michael Felix Korum

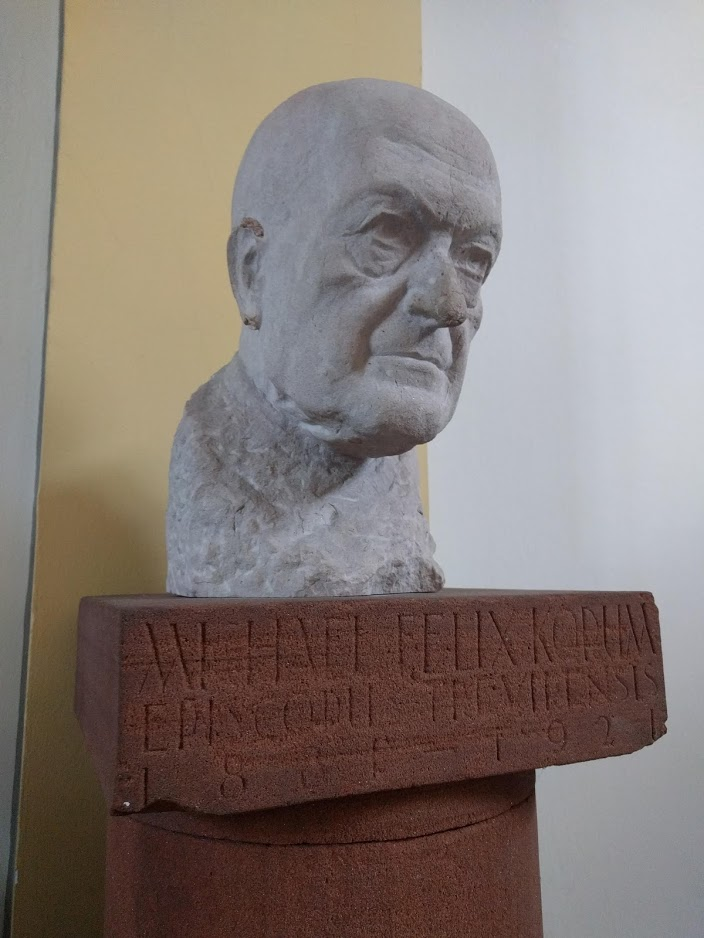
Porträtbüste von Anton Nagel im Trierer Priesterseminar

Michael Felix Korum (* 2. November 1840 in Wickerschweier (Elsass); † 4. Dezember 1921 in Trier) war ein römisch-katholischer Geistlicher und von 1881 bis 1921 Bischof von Trier.

## Leben
Michael Felix Korum stammte aus einer Lehrerfamilie und wuchs in Colmar auf. Nach dem Besuch des Priesterseminars in Straßburg studierte er an der Hochschule der Jesuiten in Innsbruck und wurde im November 1865 zum Dr. theol. promoviert. Am 23. Dezember 1865 empfing er in Straßburg die Priesterweihe. 1869 wurde er Professor der Kirchengeschichte, ab 1872 als Lehrstuhlinhaber für Dogmatik und neutestamentliche Exegese am Straßburger Priesterseminar. Später wurde er zum französischen Domprediger am Straßburger Münster und 1880 zum Dompfarrer der Kathedrale, Domkapitular und Geistlichen Rat ernannt.

## Bischof
Das Werben einiger auswärtiger Bischöfe um Michael Felix Korum weist auf sein enormes Wissen und sein Beharrungsvermögen hin. So gelang es den Bischöfen Paul Dupont des Loges von Metz und Andreas Räß von Straßburg nicht, ihn in ihre Diözesen zu ziehen. Erst im Jahr 1881 einigten sich der Vatikan und Preußen, während des allmählichen Rückgangs des Kulturkampfes, den seit 1876 vakanten Bischofssitz in Trier zu besetzen. Der Kandidat von Kaiser Wilhelm I. für das Bischofsamt war Franz Xaver Kraus, er wurde aber zur Zustimmung für Korum überredet. Schließlich war es Papst Leo XIII., der den Kandidaten Korum am 12. August 1881 bestimmte und damit das Wahlrecht des Trierer Domkapitels überging, das Kapitel verzichtete daraufhin auf sein Mitbestimmungsrecht. Bereits am 14. August empfing Michael Felix Korum in Rom von Kardinal Raffaele Monaco La Valletta die Bischofsweihe. Mitkonsekratoren waren der Vizegerent des Bistums Rom, Erzbischof Giulio Lenti, und Kurienbischof Francesco Marinelli OESA. Die preußische Anerkennung, und somit die erste Zustimmung zu einer Bischofsernennung während des Kulturkampfes in Preußen, erfolgte am 30. August 1881, die Amtseinführung fand am 25. September 1881 statt. Korums Wahlspruch war: In patientia possidibitis animas (Durch Geduld werdet ihr eure Seelen retten; (Lk 21,19 ): Wenn ihr standhaft bleibt, werdet ihr das Leben gewinnen).
Der neue Trierer Bischof entwickelte sich nun aber nicht zum friedfertigen Mittelsmann zwischen Rom und Preußen. Er verteidigte die kirchlichen Freiheiten mit großer Hartnäckigkeit und wurde im deutschen Episkopat der Stimmführer gegen die preußische Religionspolitik.Quellenbeleg fehlt! Anders im Gewerkschaftsstreit: hier trat er als integrativer Vertreter auf und vermittelte zwischen Gewerkschaften und katholischen Arbeitervereinen.Quellenbeleg fehlt! Die Zeitung Unità Cattolica zitierte Korum mit dem Ausspruch: „Wenn ich noch Professor in Straßburg und nicht Bischof in Trier wäre, würde ich der Kölnischen Volkszeitung den Krieg bis aufs Messer erklären.“
Zu Korums Amtsantritt im September 1881 waren in der Diözese Trier von 731 Pfarrstellen 230 nicht besetzt, und die Zahl der Priester war von 816 auf 510 abgesunken. Bischof Korum begann mit dem Wiederaufbau der bischöflichen Organe, ebenso wurden 42 Pfarreien und 30 selbständige Vikarien aufgebaut. Zwischen 1881 und 1921 entstanden 250 neue Pfarrkirchen, 80 größere Filialkirchen, zusätzlich kirchliche und klösterliche Anstaltsgebäude sowie viele Um- und Erweiterungsbauten. Mit Korums Unterstützung begann der Wiederaufbau und die Neugründung der Benediktinerklöster Maria Laach (1892) und St. Matthias in Trier (1921), des Zisterzienserklosters Himmerod (1921) und der Trierer Josefsschwestern (1888). In diese Zeit des Aufschwungs fiel die Gründung des Knabenseminars in Prüm (1889), es fanden mehrere Pastoralkonferenzen statt, und 1889 erschien erstmals die theologische Zeitschrift „Pastor bonus“, später „Trierer Theologische Zeitschrift“. Bischof Korum war die Gründung des Caritasverbandes (1916) zu verdanken, und er berief 1920, nach 400 Jahren, die erste Diözesansynode ein.
Aus Anlass des so genannten Trierer Schulstreits und der vermittelnden Haltung im Gewerkschaftsstreit kam es zwischen Korum und dem Vatikan zu deutlichen Meinungsverschiedenheiten, die Korum zum Rücktrittsgesuch veranlassten; seinem Gesuch wurde jedoch nicht stattgegeben. Korum verstand es, auf seinen Visitationsreisen auf die Gläubigen zuzugehen und mit dem Klerus guten Kontakt zu pflegen, was ihm den Ruf eines volksnahen Oberhirten eintrug.
Die Weihbischöfe Johann Jakob Kraft (bis 1884), Heinrich Feiten (1887–1892), Karl Ernst Schrod (1894–1914) und Antonius Mönch (seit 1915) standen Korum unterstützend zur Seite. Während seiner Amtszeit war Bischof Korum Konsekrator der Bischöfe Heinrich Feiten, Karl Ernst Schrod, Willibrord Benzler OSB und Antonius Mönch. Bei den Bischöfen Georg von Kopp, Henri-Victor Altmayer OP, Christian Roos, Adolf Fritzen, Karl Marbach und Wilhelm Schneider fungierte er als Mitkonsekrator.
Seine letzte Ruhestätte fand er am 9. Dezember 1921 im Trierer Dom. Auf dem neoromanischen Grabdenkmal an der Nordwand des Domes zeigt die vom Münchener Bildhauer Georg Busch geschaffene Darstellung, wie Korum von Petrus zu Jesus Christus geführt wird, der ihm die aufgeschlagene Bibel mit einer Taxtstelle aus der Offenbarung des Johannes zeigt: „Wer siegt, der darf mit mir auf meinem Thron sitzen, so wie auch ich gesiegt habe und mich mit meinem Vater auf seinen Thron gesetzt habe.“ (Offb 3,21 ). Die lateinische Inschrift des Grabmals lautet übersetzt: „Michael Felix Korum, 40 Jahre lang (1881–1921) Bischof von Trier, er starb am 4. Dezember 1921, er möge in Frieden ruhen“. Darunter findet sich eine Bibelinschrift aus dem Lob des Hohenpriesters im Buch Jesus Sirach: „Wie angezündeter Weihrauch im Räuchergefäß“ (Sir 50,9 )
Seine rund 10.000 Bände umfassende Privatbibliothek vermachte Korum dem Trierer Priesterseminar, in dessen Bibliothek die Bücher heute noch vorhanden sind.

## Ehrungen
Am 18. Juni 1896 wurde Korum durch Papst Leo XIII. zum Päpstlichen Thronassistenten und Römischen Grafen (Comes Romanus) ernannt. 1915 erhielt er die Ehrenbürgerwürde der Stadt Trier. Am 1. März 1916 wurde er mit dem Pallium ausgezeichnet.